# Walter Braun (Heimatforscher)

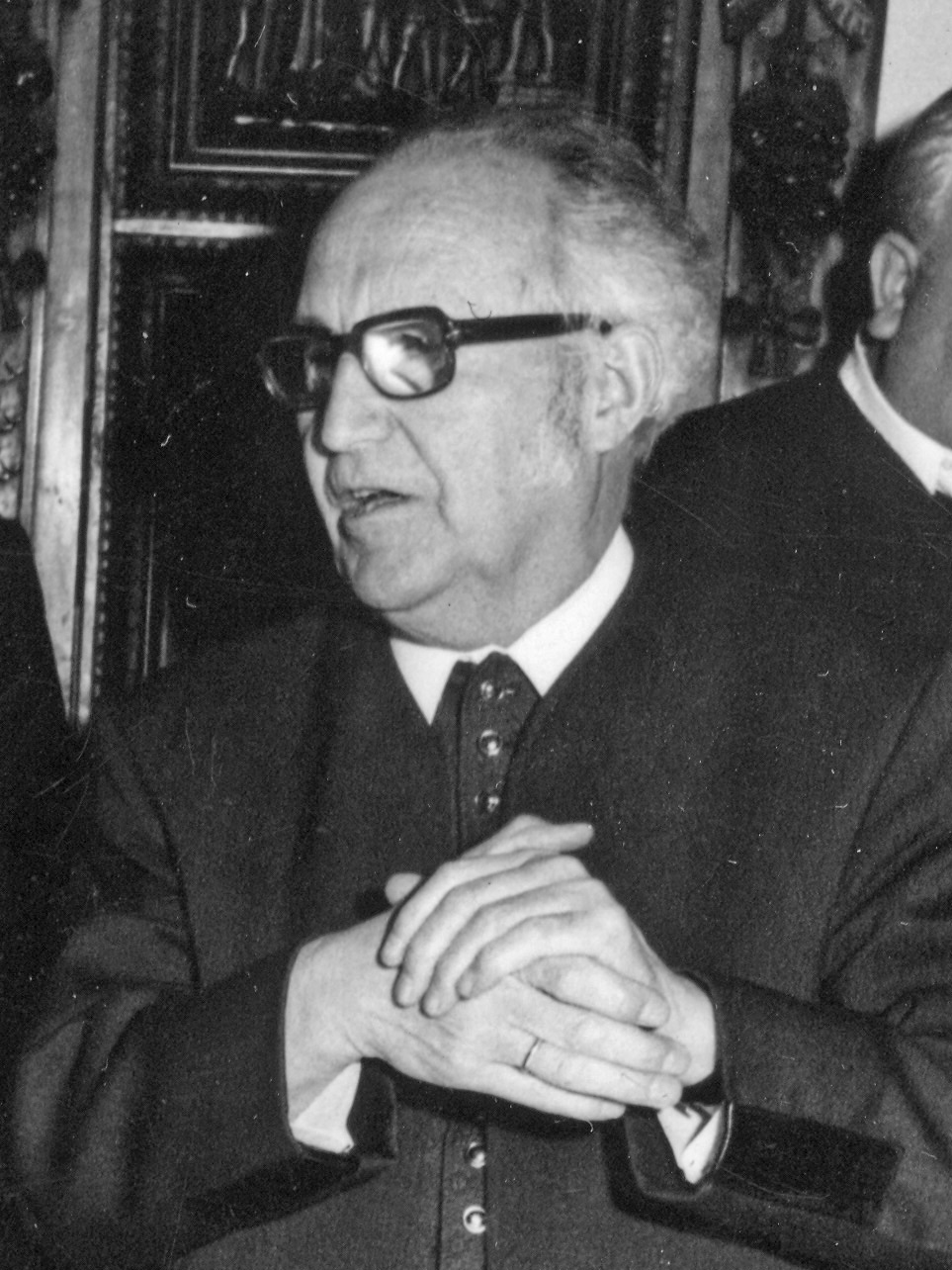
Walter Braun 1975

Walter Braun (* 7. August 1905 in Kempten; † 22. Juli 1977 in Memmingen) war ein deutscher Schulleiter, Kommunalpolitiker und Heimatpfleger in Memmingen. Neben vielen weiteren Ehrungen erhielt er 1973 das Bundesverdienstkreuz am Bande, 1975 verlieh ihm die Stadt Memmingen den Goldenen Ehrenring der Stadt.

## Leben

### Lehrer und Schulleiter
Bereits 1910 kam Walter Braun nach Memmingen, als Sohn des Fritz Braun, der von 1910 bis 1931 in Memmingen Oberbürgermeister war. Dort besuchte er die Lateinschule und einer seiner Lehrer war Dr. Julius Miedel, dessen Nachfolge als Historiker und Heimatpfleger er später antrat. Danach studierte er zuerst Maschinenbau in Stuttgart und danach Altphilologie, Deutsch, Geschichte und Erdkunde in Marburg, Erlangen und München.
1934 trat er in den Schuldienst der Stadt Memmingen, bereits 1938 wurde ihm die Leitung der sechsklassigen Oberschule für Mädchen übertragen. Der Krieg unterbrach seine Tätigkeit, ab 1951 war er wieder im Amt als Schulleiter. Der Schule war 1950 eine Mittelschule angegliedert worden und wurde 1952 noch eine Höhere Handelsschule angebunden. Walter Braun war Direktor von fast 900 Schülern, rund 60 Lehrern in drei beziehungsweise vier Schulhäusern.
1956 zogen die Mädchenrealschule und die Höhere Handelsschule in das für Schulzwecke umgebaute alte Stadtkrankenhaus am Reichhain, während die Mittelschule am Hallhof, später am Ratzengraben blieb. Am Reichhain entwickelte sich die ehemalige Oberschule (zwischendurch Realschule) zum neunklassigen Gymnasium weiter. 1967 legte die erste „Vöhlin“-Mädchenklasse das Abitur im eigenen Hause ab. Sechs Abiturklassen hat Oberstudiendirektor Walter Braun noch verabschiedet, bevor er 1972 in den Ruhestand ging.
Die Namensgebung „Vöhlin-Gymnasium“ und die Nutzung des ehemaligen Stadtkrankenhauses als Schulgebäude gehören zu den ureigensten und kennzeichnenden Ideen Walter Brauns. Er wollte Altes erhalten, aber nach Möglichkeit mit neuem Leben erfüllen.

### Der Kommunalpolitiker

…in seiner feinen Art über "sein Memmingen"

Walter Braun war Stadtrat von 1949 bis zu seinem Tod.

### Der Heimatpfleger
Seit 1936 war er als Nachfolger Miedels Heimatpfleger, nunmehr offiziell im Ehrenamt und verbunden als Vorsitzender des Vereines Heimatpflege Memmingen e. V. – wichtige Aufgaben waren für ihn z. B. die Weiterführung der Memminger Geschichtsblätter, die Heimatbeilage der „Memminger Zeitung“ Der Spiegelschwab – unermüdlich war er hier 41 Jahre lang tätig.
1948 gründeten unter der Federführung von Otto Merkt neun Ortsvorsitzende den Verband Heimatdienst Allgäu e. V., der bald in Heimatbund Allgäu umbenannt wurde. Walter Braun wurde Stellvertreter des Vorsitzenden, was er bis zu seinem Tode blieb.
Schwäbischer Heimattag – seine Initiative – seit 1949 veranstalten die Heimatpfleger in Bayerisch-Schwaben den Schwäbischen Heimattag, eine Arbeitsgemeinschaft der in Kultur- und Naturpflege Tätigen.
Eine Arbeit und Leistung ganz besonderer Art für seine schwäbische Heimat hat Walter Braun mit der Schwäbischen Inschriftenkartei vollbracht: „…als der Autor im Juli 1977 unerwartet verstarb, hinterließ er der schwäbischen Geschichtsforschung und der Heimatpflege ein umfangreiches und einzigartiges Werk mit ca. 18.000 Karteikarten mit Texten aus nahezu allen Bereichen der Geschichte… …und dabei Grabstätten und Flursteine, Haustafeln und Beschriftungen von Denkmälern, Votivbilder und Fresken berücksichtigt… …Walter Braun hat mit seiner Initiative eine Pionierarbeit geleistet, die verschiedenen wissenschaftlichen Disziplinen, insbesondere der Landesgeschichte und Heimatkunde, zugute kommt…“

## Schriften
Neben vielen anderen Beiträgen und Schriften besonders seine Beiträge in MEMMINGER GESCHICHTSBLÄTTER (Jahreshefte seit 1912) – Herausgegeben von der Heimatpflege Memmingen e. V.
- Amtlicher Führer durch Memmingen und Umgebung – Walter Braun – Rother Verlag (1949)
- Memminger Salut – Walter Braun – Memminger Zeitung, Verlagsdruckerei (1965)
- Meinungen über Memmingen – Walter Braun, Hilde Miedel – Heimatpflegeverlag Kempten (1965)
- Eine Stunde Zeit für MEMMINGEN (vom Umland ganz zu schweigen) – Walter und Uli Braun – Verlag der Memminger Zeitung